# George Jean Pfeiffer

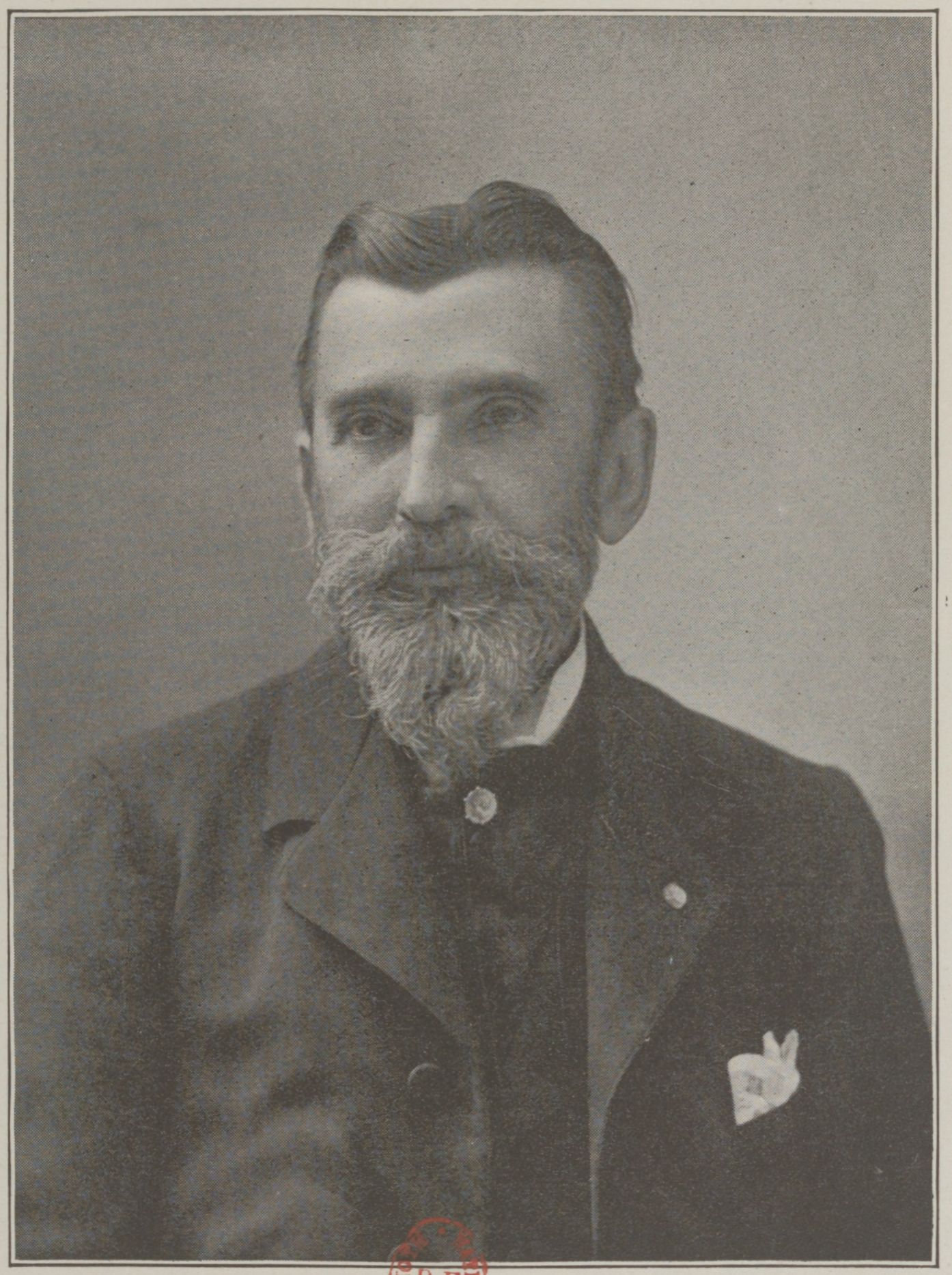
George Jean Pfeiffer

George Jean Pfeiffer (* 12. Dezember 1835 in Versailles; † 14. Februar 1908 in Paris) war ein französischer Komponist, Pianist und Musikkritiker.

## Leben und Werk
George Jean Pfeiffer erhielt den ersten Klavierunterricht von seiner Mutter Clara Pfeiffer, die eine Schülerin von Friedrich Kalkbrenner war. Er studierte Komposition bei Pierre Maleden und Berthold Damcke.
Ab 1862 trat er mit großem Erfolg in den Concerts du Conservatoire auf und baute sich damit den Ruf eines Klaviervirtuosen auf. Gleichzeitig wurde er Miteigentümer der Pianofabrik Pleyel, Wolf, Lyon et Cie. in Paris.
Pfeiffer schuf als Komponist zahlreiche Bühnen- und Kammermusikwerke.